# Condado de Crowley
O Condado de Crowley é um dos 64 condados do Estado americano do Colorado. A sede do condado é Ordway, e sua maior cidade é Ordway. O condado possui uma área de 2 073 km² (dos quais 29 km² estão cobertos por água), uma população de 5 518 habitantes, e uma densidade populacional de 3 hab/km² (segundo o censo nacional de 2000). O condado foi fundado em 29 de maio de 1911.